# Keystone Aircraft Corporation

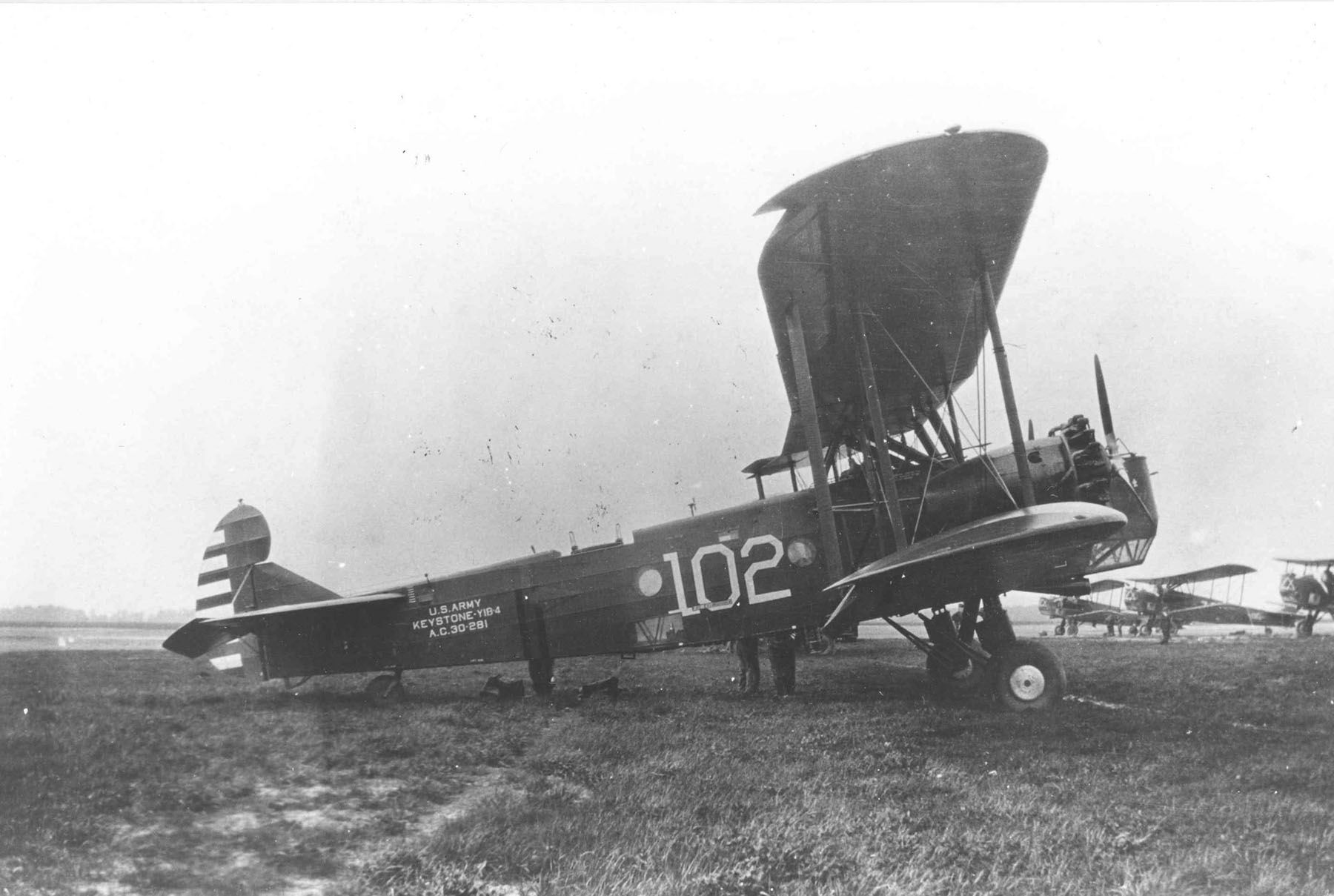
Keystone B-4.

Keystone Aircraft Corporation fue una compañía estadounidense pionera en la fabricación de aviones, tenía su sede en Bristol, Pensilvania.

## Historia
La compañía fue fundada por Thomas Huff y Elliot Daland en 1920, en Ogbensburg, Nueva York, como Ogbensburg Aeroway Corporation, pero rápidamente cambió su nombre a Huff-Daland Aero Corp, y poco después se llamó Huff-Daland Aero Company. La compañía se hizo un hueco dentro de las constructoras aéreas por sí misma, primero con la construcción de aviones de entrenamiento para el Ejército y más tarde con la de aeronaves agrícolas y bombarderos. Desde 1924, James Smith McDonnell fue el ingeniero jefe de la compañía. Después, en 1925, la empresa trasladó su sede a Bristol, Pensylvania, donde mejoró ostentosamente, ya que existía un buen mercado de trabajo, y se aprovechaba del acceso al ferrocarril de Pensylvania. 
Huff dejó la empresa en 1926, y poco después fue comprada por Hayden, Stone & Co.. Los nuevos propietarios llevaron a cabo una ampliación de capital de un millón de dólares estadounidenses, y renombró la compañía, desde marzo de 1927 hasta ahora, como Keystone Aircraft Corporation. El nombre de Huff-Daland fue retenido para su propia compañía de aviación agrícola, que fue fundada en 1921, pero que tuvo que ir a la quiebra en 1928. Keystone había entregado muchos aviones a los mejores clientes que poseía, gubernamentales y privados, en varios países del mundo. Siempre en 1928, la compañía anunció la adquisición de Loening Aircraft Engineering Corporation, cuyas actividades también fueron trasladados desde la ciudad de Nueva York a Bristol (la nueva compañía se llamó Keystone-Loening). En 1929, Curtiss-Wright tomó el control de la compañía. Ese año, Curtiss-Wright cerró la planta de Keystone-Loening del East River en Nueva York, trasladando las operaciones a Bristol. Parte del personal de esta planta dejó la compañía para formar una nueva compañía, la Grumman. Keystone se convirtió en una división de Curtiss-Wright y cesó sus actividades en 1932.
El Teniente Comandante Noel Davis y el Teniente Stanton H. Wooster murieron en su Keystone Pathfinder American Legion mientras realizaban un vuelo de pruebas, justo días antes de que intentaran un vuelo transatlántico para ganar el Premio Orteig.

## Aeronaves producidas
- Huff-Daland TA-6, TW-5, AT-1, AT-2, aviones biplanos de observación/entrenamiento (1923-1925).
- Huff-Daland XB-1, bombardero biplano y bimotor experimental (1927).
- Keystone XO-15, avión de observación, cancelado (1920).
- Keystone XLB-3 bombardero ligero, (1927).
- Keystone LB-5A/LB-6/LB-7, bombarderos ligeros biplanos bimotores y de doble cola, 60 producidos entre 1927 y 1929.
- Keystone B-3A/B-4A/B-5A/B-6A, bombarderos biplanos bimotores y de cola simple, 127 producidos entre 1930 y 1933.
- Keystone K-47 Pathfinder, biplano trimotor (1927).
- Keystone K-55 Pronto (1928).
- Keystone K-78 Patrician, avión de pasajeros trimotor (1929).
- Keystone-Loening Commuter, avión anfibio biplano y monomotor (1929).
- Keystone-Loening K-85 Air Yacht, avión anfibio biplano y monomotor (1929).
- Keystone NK, entrenador biplano naval (1928).
- Keystone PK, avión anfibio biplano y bimotor (1930).